# برایان جردن آلوارز
برایان جردن آلوارز (انگلیسی: Brian Jordan Alvarez؛ زادهٔ ۱۰ ژوئیهٔ ۱۹۸۷) بازیگر اهل ایالات متحده آمریکا است. وی از سال ۲۰۰۹ میلادی تاکنون مشغول فعالیت بوده‌است.
از فیلم‌ها یا برنامه‌های تلویزیونی که وی در آن نقش داشته‌است می‌توان به دو دختر ورشکسته، شرکت  اشاره کرد.